# 梅納卡
15°55′N 2°24′E / 15.917°N 2.400°E

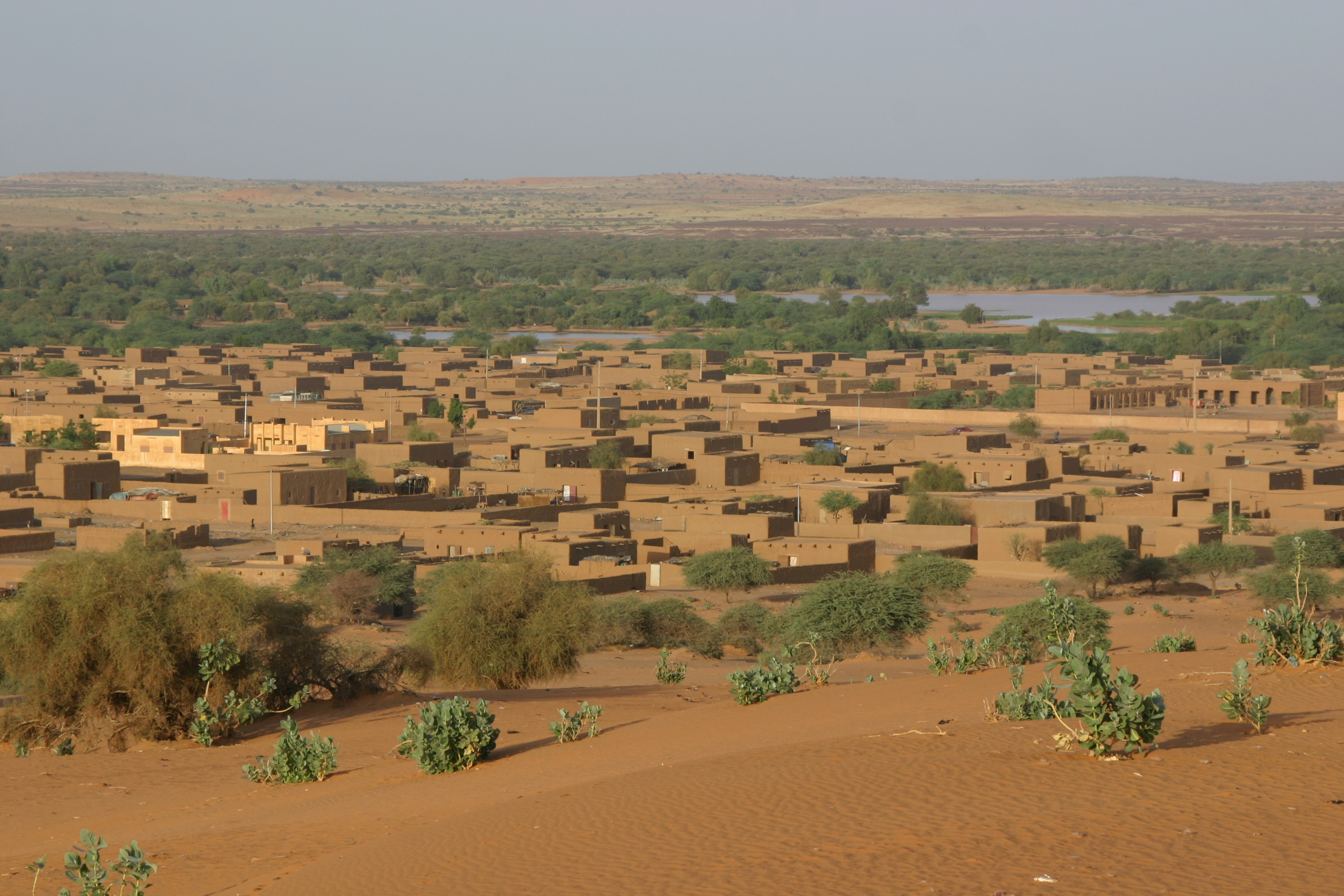
梅納卡

梅納卡（法語：Ménaka），是馬里的城鎮，位於該國東部，由加奧區負責管轄，是梅納卡省的首府，面積14,900平方公里，2009年人口20,702，人口密度每平方公里1.4人。